# Clara... de noche
Clara... de noche, también conocida como Clara de noche, es una serie de historietas cómicas creada en 1992 por los guionistas Carlos Trillo y Eduardo Maicas y el dibujante Jordi Bernet. Se publicó semanalmente en la revista española El Jueves, desde su número 772. Tras 1243 semanas seguidas de tirada, la serie finalizó en 2015 en España, siendo despedida un año antes (en septiembre de 2014) en Argentina, donde fue publicada simultáneamente en el suplemento No del diario Página/12.
La serie ha sido recopilada periódicamente en álbumes. El personaje central es la prostituta Clara, y la historieta refleja sus divertidas aventuras y desventuras como trabajadora sexual, junto a los peculiares personajes que la frecuentan y su hijo Pablito.

## Descripción
Es una serie humorística de corte erótico realizada en blanco y negro en sus primeros años, y después hasta su cierre en color, siempre a dos páginas. La historieta relata las aventuras de una amable prostituta, Clara Fernández y su relación con los clientes. Otros personajes son Pablito el hijo de Clara, un niño muy espabilado; y Virtudes, la amiga de Clara . 
El aspecto físico del personaje de Clara está claramente inspirado en la famosa modelo pin-up y bondage estadounidense Bettie Page.

## Controversia

Imagen de Clara en un sobre de azúcar
de la revista El Jueves.

Clara se ha convertido en uno de los personajes más conocidos y queridos de El Jueves, con un gran seguimiento de fanes que ven en ella la idealización de una mujer tanto liberal como libertina, independiente y atractiva.
A pesar de este éxito, tanto en la prensa española como argentina, en sus principios el cómic había sido blanco de fuertes críticas y denuncias por supuestos contenidos machistas y degradantes tanto para hombres como para mujeres No obstante, con el correr de los años, el cómic se fue afianzando y popularizando dentro de la cultura mainstream y pop de dichos países.